# Amy Winehouse
Amy Jade Winehouse (Londra, 14 settembre 1983 – Londra, 23 luglio 2011) è stata una cantautrice britannica.
Il quotidiano britannico The Times l'ha definita la migliore cantante solista del XXI secolo e molti esperti la considerano una delle più grandi esponenti nella storia della musica. 
Amy Winehouse esordisce nel mondo della musica pubblicando nel 2003, per l'etichetta discografica Island, l'album in studio Frank, che riscuote un buon successo di pubblico e critica. Nel 2003 il quotidiano Times scrive a proposito di Frank: "questo è un disco che le persone continueranno ad ascoltare anche in un lontano futuro", mentre la rivista Dazed lo recensisce come "uno dei più impressionanti debutti musicali britannici degli ultimi anni" e il The Guardian parla di "un talento vocale colossale". L'affermazione definitiva giunge nel 2006 con l'uscita del secondo album Back to Black che, trainato dai singoli Rehab, Love Is a Losing Game e l'omonima traccia Back to Black, scala le classifiche mondiali, diventando uno degli album più venduti di tutti i tempi, ottenendo un successo che avrebbe in ultimo assicurato alla musicista la vittoria di cinque Grammy Awards, considerato dal The Guardian il più grande album del XXI secolo e uno dei più importanti di sempre.
Successivamente l'artista fa parlare di sé per gravi problemi legati a droga, alcol e disturbi alimentari, nei quali si rintracciano le cause dei ritardi nella realizzazione del suo terzo album. Sarebbero stati tali problemi a provocare in ultimo la morte della cantante, avvenuta nella sua abitazione di Camden nel luglio 2011. Il suo terzo album viene pubblicato postumo.
Con oltre 30 milioni di dischi venduti nel mondo, è tra le artiste musicali femminili di maggior successo di sempre nel Regno Unito.

## Biografia

### Infanzia e adolescenza (1983-2002)

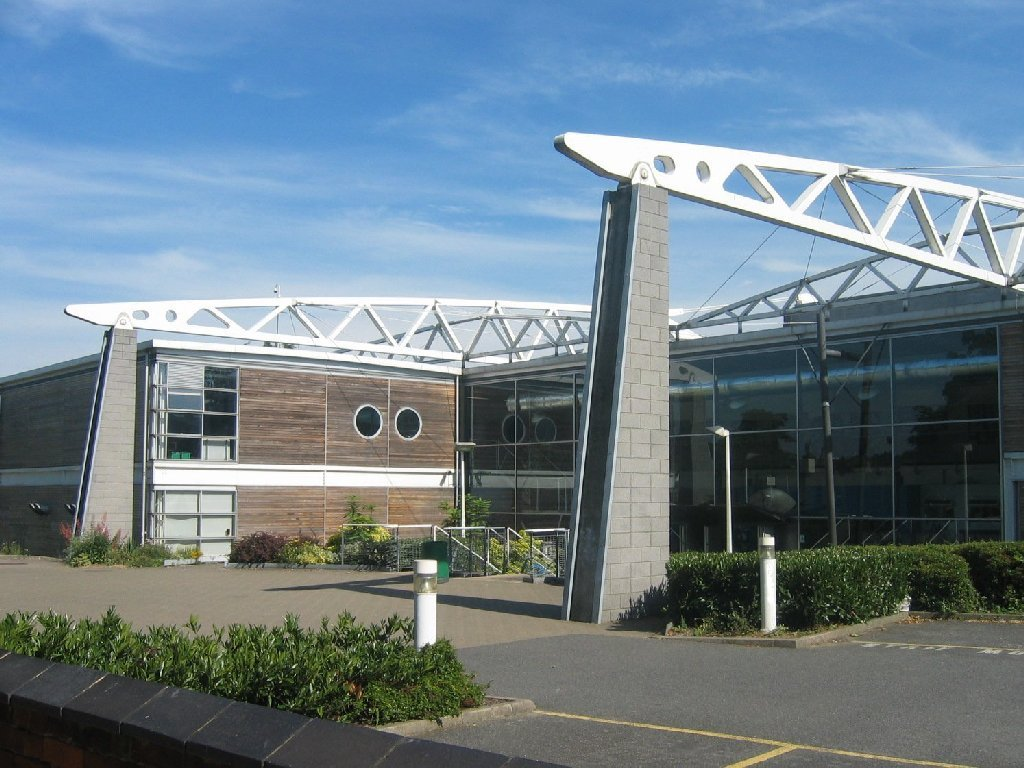
La Brit School, scuola frequentata da Amy Winehouse

Nasce il 14 settembre 1983 a Enfield, un borough della Londra esterna, in una famiglia ebraica, da Mitch Winehouse (tassista) e Janis Seaton (farmacista), entrambi trentatreenni, che divorzieranno dieci anni dopo. A sua madre è stata diagnosticata la sclerosi multipla nel 2003. Aveva un fratello maggiore, Alex (nato nel 1979).
Amy Winehouse cresce nel quartiere di Southgate, dove frequenta la Ashmole School. Nel 1993, all'età di dieci anni, fonda un gruppo rap amatoriale chiamato Sweet 'n' Sour che descrive come "la versione bianca ed ebraica delle Salt-n-Pepa". A dodici anni frequenta la Sylvia Young Theatre School, istituto con regole molto severe che Amy fatica a rispettare (ad esempio indossa gioielli, sebbene proibito; in quello stesso periodo si fora il naso da sola per applicare un piercing e si fa alcuni tatuaggi). Quando un insegnante comunica ai genitori l'imminente bocciatura della figlia, per scarso rendimento e per l'inosservanza dei regolamenti, questi ultimi la trasferiscono in un'altra scuola. Frequenta quindi la BRIT School a Selhurst, Croydon.
Cresce ascoltando diversi generi musicali (dalle Salt-n-Pepa a Sarah Vaughan) e riceve la sua prima chitarra a tredici anni. Nel 1999 entra nella National Youth Jazz Orchestra, nella quale canta per la prima volta come professionista.
Nel 2002, dopo che il suo amico e cantante soul Tyler James invia una sua demo a un talent scout, Amy firma un contratto con l'etichetta discografica Island Records.

### Franke primi anni (2003-2005)

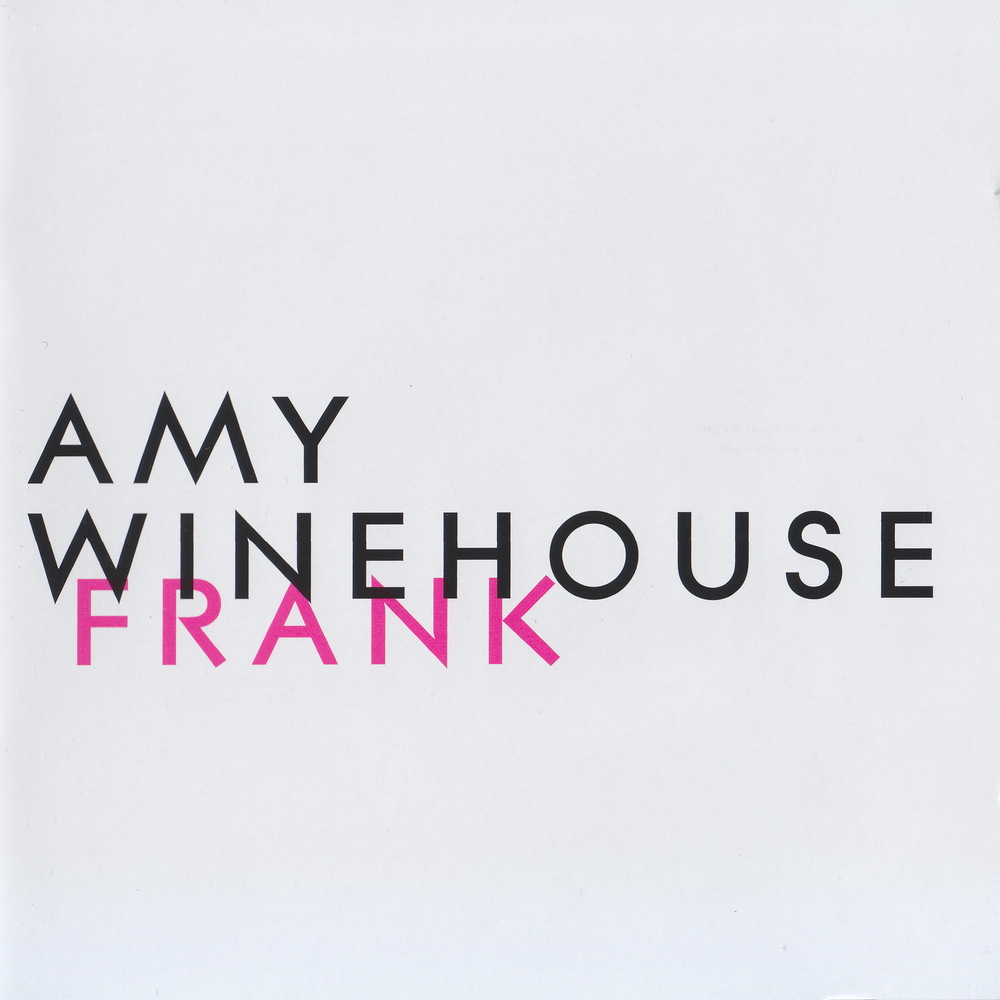
Copertina dell'edizione Deluxe di Frank

Il suo album di esordio Frank, caratterizzato da parecchie influenze jazz, viene pubblicato il 20 ottobre 2003, prodotto principalmente da Salaam Remi. Salvo due cover, tutte le canzoni sono composte (anche se non interamente) dalla cantante. L'album riceve critiche positive. La sua voce viene paragonata a quella di Sarah Vaughan, Judy Garland e Macy Gray.
Sempre nel 2003 esordisce in televisione nella trasmissione Later... with Jools Holland, cantando Stronger Than Me e Take the Box. L'album si piazza ad alti livelli nelle classifiche britanniche e nel 2004 viene nominato ai BRIT Awards nelle categorie miglior artista solista femminile britannica e British Urban Act; riceve due dischi di platino e vende un milione e mezzo di copie. In seguito, ancora nel 2004, Amy vince l'Ivor Novello Award per la Best Contemporary Song con il suo primo singolo Stronger Than Me. Frank figura anche nella lista del Mercury Prize.
In questo periodo, Winehouse scrive una canzone per il cantante Tyler James, intitolata Long Day e contenuta nell'album di esordio di quest'ultimo (The Unlikely Lady).
Dopo la pubblicazione, la cantante commenta di sentirsi "soltanto per l'80% dietro l'album" (Frank) a causa dell'inclusione da parte della casa discografica di alcune canzoni che non le piacevano. Dopo la pubblicazione del suo secondo album afferma: «non riesco neanche più ad ascoltarlo, Frank. Anzi, non sono mai riuscita ad ascoltarlo. Suonarlo dal vivo mi piace, ma ascoltarlo è un'altra cosa».

### Back to Blacke il successo mondiale (2006-2008)
Il 27 ottobre 2006, viene pubblicato a livello mondiale l'album Back to Black, che in Inghilterra arriva alla vetta della Official Albums Chart in pochissime settimane. Negli USA l'album raggiunge la posizione numero 7, attestazione di esordio molto alta nella Billboard 200 per un disco di una cantante inglese.

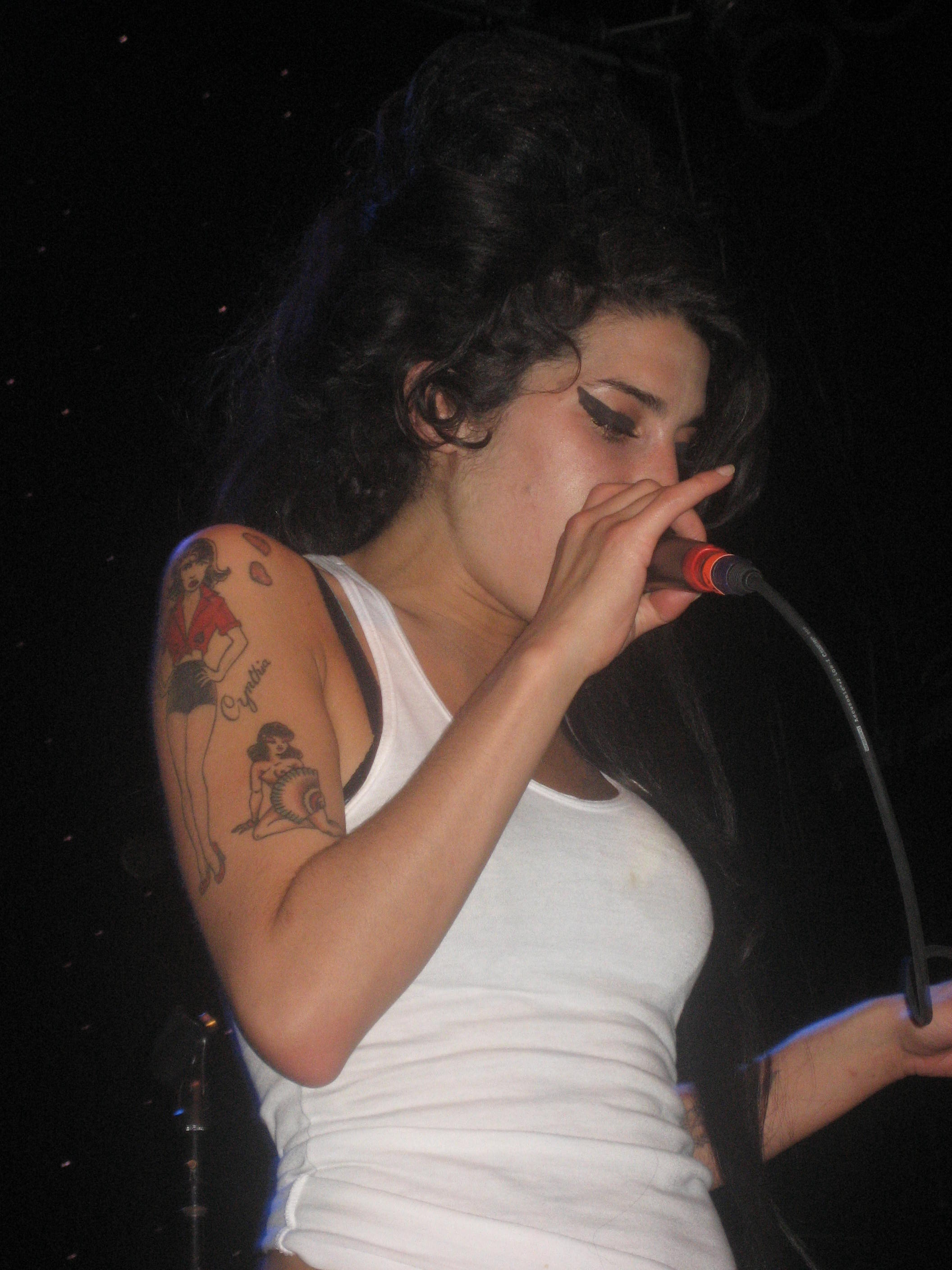
Amy Winehouse in concerto a Boston, il 7 maggio 2007.

Il singolo apripista, che anticipa l'uscita dell'album, è Rehab, pubblicato il 23 ottobre 2006. Il "no no no" ribattuto nella canzone, che si riferisce al rifiuto di disintossicarsi dall'alcol, diviene una sorta di "tormentone" a livello mondiale. Il secondo singolo a essere estratto dall'album è You Know I'm No Good, uscito l'8 gennaio 2007 che riceverà un giudizio favorevole dalla critica. Il terzo singolo è la title track dell'album, Back to Black, e viene pubblicato il 30 aprile 2007 riscuotendo il successo che aveva avuto Rehab, tanto da portare Winehouse alla vittoria della categoria Artist Choice presente negli MTV Europe Music Awards 2007, tenuti a Monaco di Baviera il 1º novembre 2007.
Il quarto singolo, pubblicato il 13 agosto 2007, è Tears Dry on Their Own che viene trasmesso con regolarità nelle radio ma non riscuote la popolarità di Rehab o Back to Black. Il quinto singolo, pubblicato il 10 dicembre 2007, è Love Is a Losing Game. Considerata una delle sue canzoni migliori, ha vinto il premio Ivor Novello 2008 nella categoria miglior canzone ed è stata sottoposta come testo d'esame a Cambridge, in paragone con poemi di Sir Walter Raleigh. Il sesto e ultimo singolo estratto da Back to Black sarà Just Friends, pubblicato il 21 luglio 2008.
Il 10 febbraio 2008 Amy Winehouse vince cinque Grammy Award: tre per la canzone Rehab nelle categorie Registrazione dell'anno, Canzone dell'anno e Miglior interpretazione vocale pop femminile, uno nella categoria Miglior artista esordiente e uno per l'album Back to Black nella categoria Miglior album pop vocale: la cantante si aggiudica così tre dei quattro premi più importanti e si allinea alle altre quattro cantanti che hanno ottenuto un numero così elevato di riconoscimenti in un solo anno: Lauryn Hill, Alicia Keys, Norah Jones e Beyoncé.

### DopoBack to Black(2008-2010)

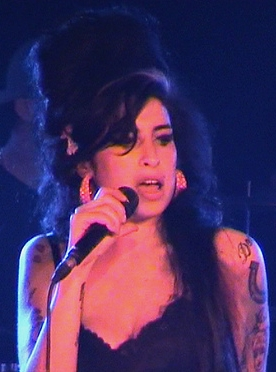
Amy Winehouse a Berlino (2007)

Il 30 maggio 2008 Amy Winehouse partecipa a Lisbona a Rock in Rio, ma si presenta sul palco con voce rotta: la cantante ha avuto alcuni problemi respiratori.
Il 27 giugno 2008, due giorni dopo l'uscita da una clinica nella quale era entrata per un enfisema polmonare, canta di fronte a oltre 46 000 spettatori giunti a Hyde Park a Londra per festeggiare i 90 anni di Nelson Mandela, insieme con numerosi altri artisti, quali Annie Lennox, i Simple Minds, Joan Baez, Queen + Paul Rodgers e Zucchero Fornaciari.
Ancora nel 2008, esce una versione deluxe del suo primo album in studio, Frank, che continua a ricevere critiche positive. Dopo le vicende inerenti alla sua salute affrontate all'inizio dell'estate 2008, Amy Winehouse rimane in cura per poter tornare a casa dei suoi genitori. Alcune foto che la ritraggono dopo il ricovero la mostrano decisamente migliorata rispetto a poche settimane prima. Nello stesso periodo proseguono i lavori per il nuovo album e, intorno alla metà dell'agosto 2008, il padre della cantante dichiara: "Molto materiale per il nuovo album è pronto", aggiungendo che la figlia sta provvedendo alla propria riabilitazione per consentirne l'uscita sul mercato nella prima metà del 2009.

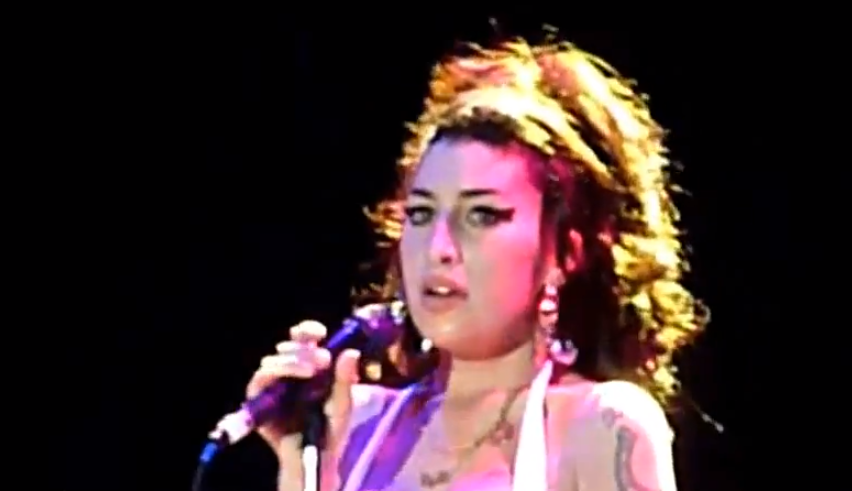
Amy Winehouse a San Paolo, Brasile durante il The Return of Amy Winehouse tour, il 15 gennaio 2011.

L'8 ottobre 2010 Amy Winehouse si esibisce al CityBurlesque, un bar di Londra, mostrandosi sobria al pubblico ed eseguendo due cover: Fly Me to the Moon e Embraceable You. Il 2 novembre successivo viene pubblicato un brano della Winehouse in collaborazione con Quincy Jones, intitolato It's My Party, contenuto in Soul Bossa Nostra, album di quest'ultimo. Nello stesso mese la cantante annuncia un suo ritorno sulle scene musicali, con concerti previsti in Brasile, Italia, Serbia, Turchia e Romania
Il 20 luglio 2011, tre giorni prima della sua morte, Amy Winehouse appare all'iTunes Festival di Londra durante l'esibizione con Dionne Bromfield: questa è la sua ultima apparizione in pubblico.

### La morte

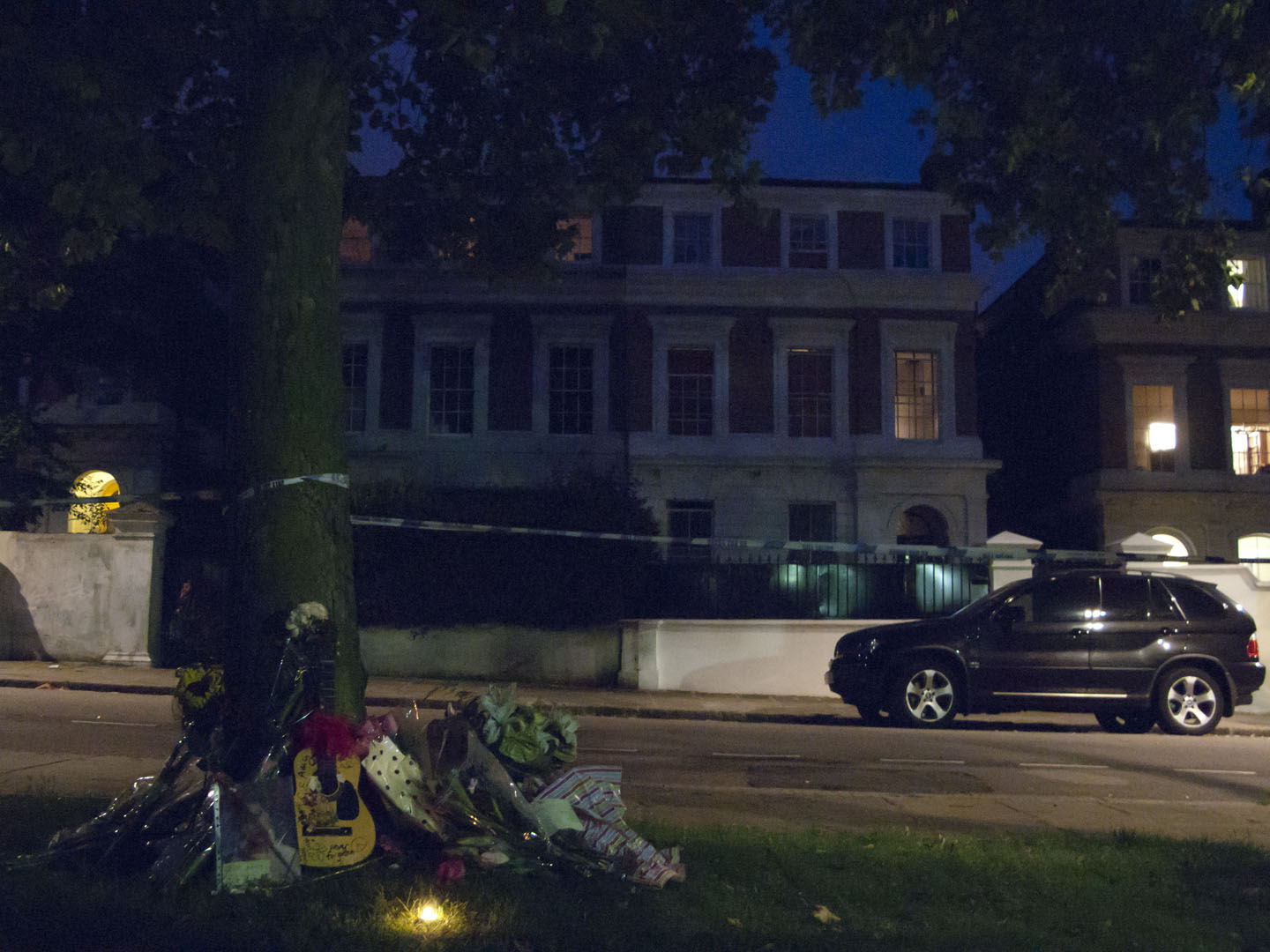
Foto e fiori davanti a casa di Amy Winehouse la sera del 23 luglio 2011.

Alle 15:53 del 23 luglio 2011 Amy Winehouse viene trovata morta nel letto di casa sua, al numero 30 di Camden Square. Il personale sanitario delle due ambulanze che accorse immediatamente sul posto non poté che constatarne il decesso: l'autopsia eseguita il 25 luglio non ne chiariva però le cause. Dopo ulteriori esami tossicologici e istologici, il 24 agosto 2011 un portavoce della famiglia rende noto che «le analisi non hanno rilevato tracce di sostanze stupefacenti, solo tracce di alcol, ma non in misura tale da poter stabilire se e fino a che punto l'alcol abbia influito sulla sua morte».
Subito dopo la notizia, migliaia sono i messaggi di cordoglio da parte dei fan della cantante lasciati nei vari social network e davanti alla sua casa. Il cantante jazz Tony Bennett ha dichiarato: 
(Tony Bennett)

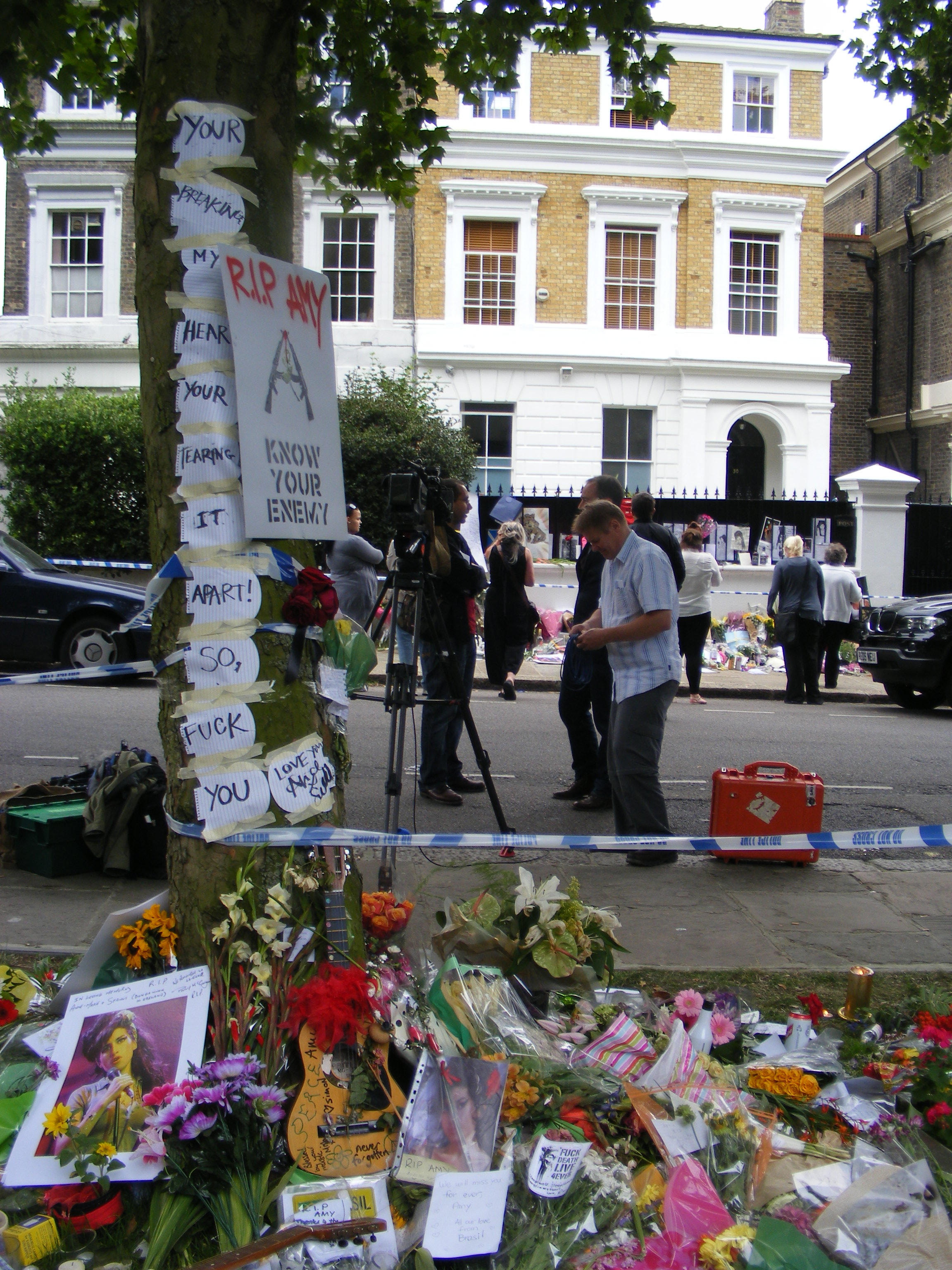
Fiori e foto in omaggio alla cantante, il 27 luglio 2011.

Le esequie sono state celebrate il 26 luglio con rito ebraico al Golders Green Crematorium, situato a nord di Londra. Il 21 settembre 2012 le ceneri di Amy Winehouse, unite a quelle della nonna Cynthia, sono state disperse all'Edgwarebury Jewish Cemetery. Nel cimitero è stato eretto un sepolcro di marmo nero, con scritte in color rosa, che reca il suo nome e quello della nonna; in basso è raffigurato un libro dove sono incisi, tra gli altri, il nome di Tyler James, Salaam Remi, quello di Mark Ronson e quello di Dionne Bromfield.
Il 27 ottobre 2011 sono stati resi noti gli esiti degli esami tossicologici, che hanno rivelato la presenza di alcol nel sangue cinque volte superiore al limite consentito per la guida. Viene reso noto che la morte è stata causata da uno shock di tipo stop and go, ovvero dall'assunzione di una massiccia dose di alcol dopo un lungo periodo di astinenza.
Amy Winehouse, morta a 27 anni, è andata ad aggiungersi a quella cerchia di artisti colpiti dalla cosiddetta "maledizione del 27", in quanto deceduti proprio a quell'età.

#### Controversie, indagini ed eventi successivi alla morte
Il medico legale Andrew Scott Reid, che per le indagini aveva assegnato alla moglie l'incarico di vice-coroner nonostante questa non fosse ancora in possesso dell'anzianità richiesta dalla legge, ha ammesso l'irregolarità della sua azione: "A novembre è divenuto chiaro che ho commesso un errore nel processo di nomina. Sebbene confidi nel fatto che le inchieste siano state fatte correttamente, mi scuso se ciò può aver provocato preoccupazioni".
Il padre della cantante, Mitch Winehouse, ha scritto tramite Twitter che farà ogni sforzo immaginabile per trovare la verità sulla faccenda.
Un altro incidente relativo alle indagini è lo smarrimento di alcuni documenti relativi alle cause del decesso. La polizia londinese ha inviato alcuni documenti a un indirizzo sbagliato. Un portavoce di Scotland Yard ha commentato l'evento dicendo che: "La polizia è stata informata che del materiale relativo a un'inchiesta potrebbe essere stato consegnato a un indirizzo non corretto. Al momento sono in corso indagini per stabilire le circostanze di questa faccenda".
Nel giorno del primo anniversario della morte di Amy Winehouse, l'ex marito Blake Fielder-Civil trova delle lettere e degli SMS spediti dalla cantante prima della sua morte. Poche ore dopo, Blake viene ricoverato per aver tentato il suicidio con un cocktail di farmaci. Successivamente esce dal coma. Già nel 2008, Fielder-Civil aveva dichiarato «Ho portato mia moglie giù per una strada che non avrebbe mai dovuto percorrere». Successivamente Blake Fielder-Civil viene fotografato nel cimitero mentre depone dei fiori sulla tomba della cantante. Il padre di Blake all'inizio di ottobre aveva dichiarato: "Blake non ha ancora elaborato il lutto; non c'è dubbio che ci saranno un sacco di lacrime, è stato devastato quando è morta e vuole essere vicino a lei e al suo luogo di riposo".
L'8 gennaio 2013 viene reso pubblico che la cantante probabilmente è morta per un'intossicazione da alcol che le ha bloccato la respirazione. La dottoressa Shirley Radcliffe, incaricata di indagare sul caso Winehouse, ha detto: "È stato un atto volontario che ha avuto una svolta inaspettata, non era nelle sue intenzioni il suicidio".
Il 25 giugno successivo il fratello di Amy Winehouse dichiara che la cantante non è morta per via dell'alcol ma perché soffriva di bulimia fin dall'adolescenza. Infatti viene ribadito che l'ipotesi formulata a gennaio dello stesso anno rimane solamente un'ipotesi, niente di più.

### Lioness: Hidden TreasureseAt the BBC: il successo postumo (2011-2016)
La morte della cantante è sopraggiunta prima dell'uscita del suo terzo disco, Lioness: Hidden Treasures, pubblicato postumo soltanto il 5 dicembre 2011 dalla Universal. Il disco contiene, oltre a brani inediti, anche demo di vecchia data che non erano mai stati pubblicati prima. Le produzioni sono del già citato Salaam Remi e di Mark Ronson. Prima della pubblicazione dell'album, attraverso il canale YouTube della cantante, venne pubblicato un video intitolato Amy Winehouse - Hidden Treasures Story, nel quale i produttori descrivono l'album.

La produzione dell'album è frutto della collaborazione tra Salaam Remi e Mark Ronson, con il consenso della famiglia Winehouse. I due hanno ascoltato migliaia di ore registrate della voce di Winehouse; Salaam Remi, al proposito, ha commentato: 
Anticipato dal singolo Our Day Will Come, il disco ha ottenuto un ottimo successo di vendite, raggiungendo la vetta di diverse classifiche come quelle di Svizzera, Austria, Paesi Bassi, Portogallo e Regno Unito. Inoltre, il disco si è classificato con un ottimo punteggio all'interno delle classifiche di fine anno di Germania, Regno Unito e Paesi Bassi.

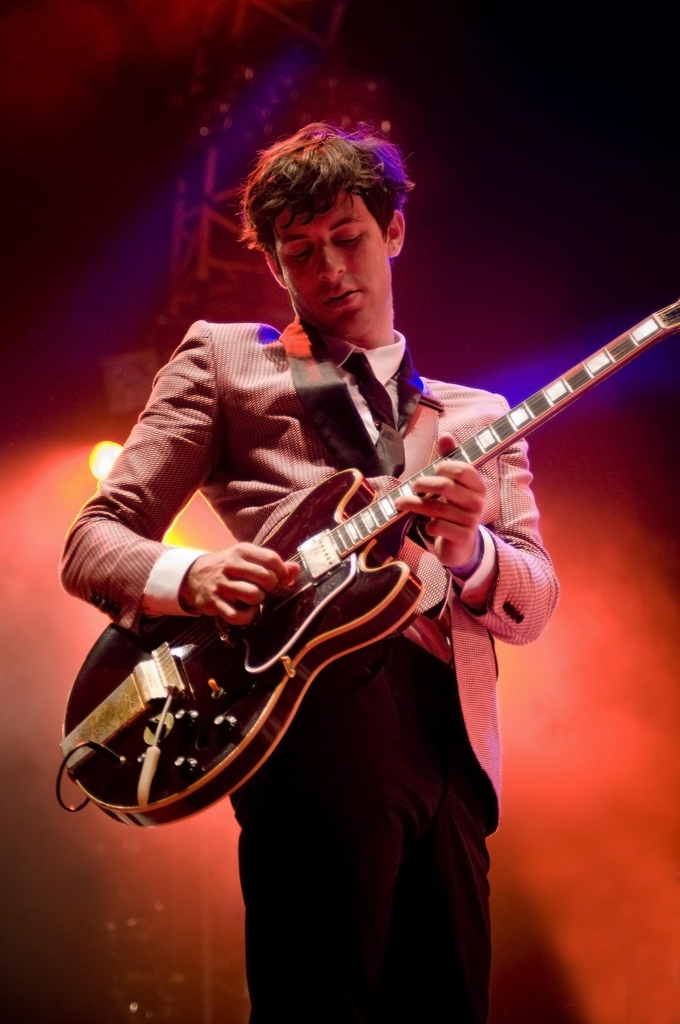
Mark Ronson, uno dei due produttori dell'album Lioness: Hidden Treasures.

Durante marzo 2012, viene pubblicato per il mercato francese l'EP Rehab, in formato disco in vinile.
L'8 maggio 2012 viene pubblicato un album in memoria della cantante intitolato Amy's Jukebox. The Music That Inspired Amy Winehouse, che racchiude al suo interno canzoni di Frank Sinatra e di altri cantanti jazz; successivamente è stato confermato che tutti gli incassi sarebbero stati devoluti alla Amy Winehouse Foundation. A settembre viene pubblicato un altro singolo, Cherry Wine, in collaborazione con il rapper e amico Nas, e contenuto nel decimo album di quest'ultimo, Life Is Good.
Il 21 settembre 2012 viene annunciato sul canale Facebook della cantante l'uscita di un album dal vivo (il secondo della cantante) intitolato Amy Winehouse at the BBC, che sarebbe stato pubblicato il 12 novembre dello stesso anno. Successivamente è stata annunciata la pubblicazione di un boxset composto da quattro dischi, Amy Winehouse at The BBC uscito il 19 novembre 2012. Ancora il 21 settembre viene pubblicato un video promozionale del boxset su YouTube.
In questo periodo, dopo che a luglio 2012 Mitch Winehouse aveva dichiarato che probabilmente ci sarebbero stati uno o due altri album postumi vengono riconfermate vecchie voci sul nuovo album della cantante: secondo il Daily Telegraph sarebbe disponibile molto materiale in formato demo e anche un duetto con il rapper Cee Lo Green, che a quanto pare sarebbe stato registrato sull'isola di Santa Lucia.
Alla fine del 2012 la cantante riceve una candidatura ai Grammy Award nella categoria migliore collaborazione con un artista rap.
A gennaio 2013 Amy Winehouse riceve una nomination agli annuali BRIT Awards nella categoria di miglior artista solista femminile britannica: la sua è la prima nomination postuma nella storia della cerimonia di manifestazione. Ai BRIT Awards 2016 riceve la seconda nomination postuma in seguito alla pubblicazione della colonna sonora del documentario Amy, diretto da Asif Kapadia.
Ad inizio 2013 viene confermato che Amy Winehouse sarà inserita nella Walk of Fame di Londra.
Il 30 ottobre 2013 viene lanciato online uno store interamente dedicato alla cantante. Nel sito sono presenti tutti gli album, gli EP e vari gadget (borse, diari, abiti, spille e altro).

## Dipendenza e problemi legali

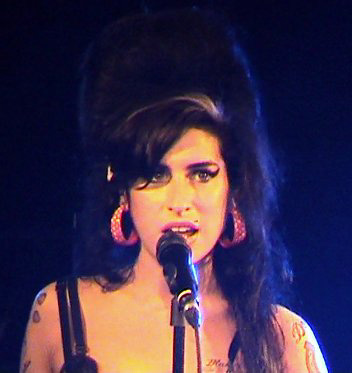
Amy Winehouse a Berlino durante il Back to Black Tour, il 24 gennaio 2007

Amy Winehouse ha combattuto battaglie contro l'abuso di sostanze stupefacenti, che sono state oggetto di molta attenzione da parte dei media.
La cantante tra la pubblicazione del primo e del secondo album perde quattro taglie e dichiara alla stampa britannica, interessata al fatto, che è stato a causa dei commenti che facevano sul suo peso. Nell'ottobre 2006, la cantante ammette di aver sofferto di disturbi alimentari: "un po' di anoressia, un po' di bulimia. Non sono del tutto a posto ma credo che nessuna donna lo sia".
Nei mesi seguenti è presente sui tabloid britannici per problemi legati all'alcool, tra cui un'esibizione in stato di ubriachezza al The Charlotte Church Show, e l'interruzione del discorso del leader degli U2, Bono, durante un intervento di ringraziamento ai Q Awards. Le vengono chieste opinioni sulla violenza e l'alcool e risponde «certe notti mi diverto molto ma poi esagero e rovino la serata col mio ragazzo. Sono veramente un'ubriacona». Il 16 novembre 2006 appare al Never Mind the Buzzcocks visibilmente alterata e fa commenti sul presentatore Simon Amstell.
Nel 2005 la cantante attraversa un periodo travagliato a causa dell'incremento dell'uso di droghe pesanti, con violenti sbalzi d'umore e perdita di peso. La famiglia ritiene che la cantante abbia avuto problemi maggiori dalla metà del 2006, quando morì sua nonna, che era per lei un fattore di stabilizzazione.
Il 14 febbraio 2007, agli Elle Style Awards, la cantante si presenta con tagli e cicatrici su un braccio; il portavoce della Winehouse ne attribuisce la causa a una caduta per strada. Le speculazioni sui problemi con l'alcool continuano quando vengono pubblicate foto che la ritraggono al reparto alcolici di un supermercato locale e in un pub a Camden Town con il comico Noel Fielding e il presentatore Alex Zane.

Nell'agosto 2007, Winehouse cancella una serie di spettacoli nel Regno Unito e in Europa, giustificando la scelta con un esaurimento; poco dopo viene ricoverata in ospedale a causa di un'overdose di eroina, ecstasy, cocaina, ketamina e alcol. In varie interviste ha ammesso di avere problemi di questo tipo con disturbi di autolesionismo e depressione. Nel documentario Amy viene aggiunta in una scena la voce in sottofondo di Blake Fielder che riporta una conversazione con lei riguardo al motivo della sua dipendenza. La cantante avrebbe ammesso che i suoi problemi erano dovuti al divorzio dei genitori, traumatico per lei, soprattutto a causa del comportamento di suo padre.

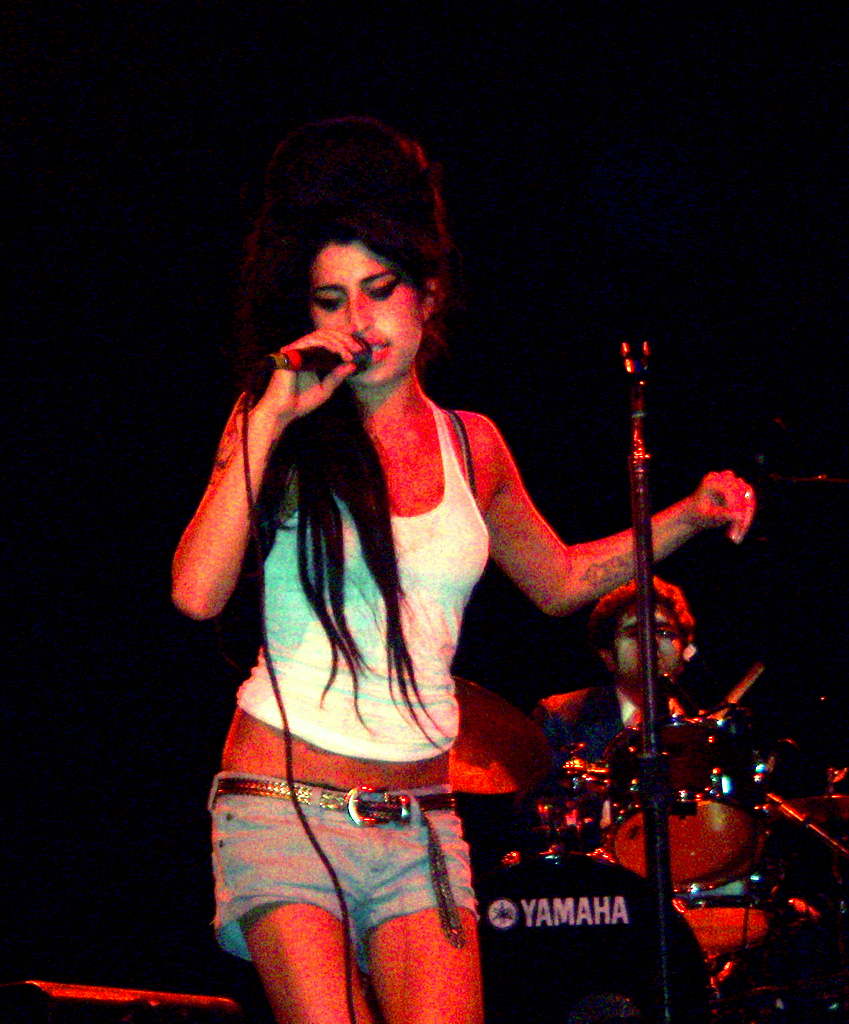
Amy Winehouse in concerto il 5 maggio 2007.

Il 1º novembre 2007, in occasione degli MTV Europe Music Awards, per due volte la cantante inglese sale sul palco in evidente stato confusionale: al ritiro del premio Artist Choice Award, consegnatole da Michael Stipe, non pronuncia il tradizionale discorso di ringraziamento ai fan, mostrandosi invece immobile e spaesata; poco dopo, chiamata a esibirsi, canta con qualche difficoltà. Il 21 gennaio 2008 comincia a circolare un video dove la cantante fuma crack e ammette di avere preso «sei valium per calmarsi». Lo scoop è del giornale The Sun. Il video ha cominciato a girare su YouTube e sulle altre piattaforme di condivisione video.
In seguito alla pubblicazione di alcuni video sul tabloid britannico The Sun il padre della cantante va ad abitare con lei e la Island Records, la sua etichetta discografica, annuncia l'abbandono del progetto per una campagna di promozione americana a suo nome. Alla fine del gennaio 2008 Winehouse riferisce ai giornali che sta per entrare in un centro di riabilitazione per due settimane di cura.
Nell'ottobre 2010 il chitarrista dei Rolling Stones Keith Richards, che già a marzo 2008 aveva detto a Winehouse di non permettere che la droga stroncasse la sua vita e la sua carriera, ha rivolto consigli alla Winehouse e a Pete Doherty perché smettessero di drogarsi.
In un'intervista nell'ottobre 2010, parlando della sua decisione di uscire dalla droga, Amy dichiara: "Mi sono letteralmente svegliata un giorno ed ho detto: non voglio farlo più". L'alcol era un altro problema: Amy restava in astinenza per qualche settimana per poi cedere. Il medico che la seguiva afferma che la Winehouse è stata trattata con Librium per astinenza da alcol, ma che ha rifiutato la terapia psicologica.
Il 18 giugno 2011, in occasione dell'apertura del nuovo tour europeo annuale, canta visibilmente ubriaca davanti al pubblico di Belgrado. A seguito di quest'ultima esibizione vengono cancellati due appuntamenti europei, ma poco tempo dopo verrà annullato l'intero tour europeo. A seguito della performance, Winehouse accusa le guardie del corpo di averla costretta a salire sul palco e di averle impedito di scendere.
In questo periodo Winehouse viene denunciata dalla nuova compagna dell'ex marito Blake Fielder-Civil, Sarah Aspin, per stalking nei confronti di Blake. Aspin ha conosciuto Fielder-Civil in riabilitazione nel 2009, i due hanno avuto dei figli, ma la donna si è sempre dichiarata preoccupata che il compagno non riuscisse a dimenticare la Winehouse.

### Problemi legali

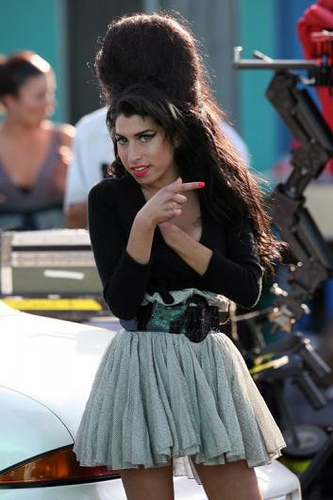
Amy Winehouse il 27 maggio 2007, a Los Angeles, sul set del video Tears Dry on Their Own.

La Winehouse nella sua vita ha avuto diversi problemi legali, in molti casi sfociati in cause in tribunale.
Nel 2007 la Winehouse prende a pugni in faccia una fan, poiché le aveva contestato il fatto di aver sposato Blake Fielder-Civil. Durante lo scontro attacca suo marito che stava cercando di calmarla. Il 18 ottobre 2007 viene arrestata a Bergen, in Norvegia, per possesso di sette grammi di marijuana, poi scarcerata il giorno seguente dietro cauzione di 500 euro.
Nel marzo 2009 la cantante è stata denunciata per aver dato una testata a un fotografo.
Il 20 gennaio 2010, a seguito di un'aggressione a un uomo, fu condannata a due anni di carcere. Successivamente, dopo un ricorso, fu condannata a pagare 85 £ di spese processuali e 100 £ di compensazione all'uomo che aveva attaccato.

## Vita privata
Il 18 maggio 2007 ha sposato Blake Fielder-Civil, in una cerimonia a Miami Beach, in Florida. Nel mese di agosto 2007, i due sono stati fotografati feriti per le strade di Londra, dopo una presunta lotta. Dal 21 luglio 2008 al 25 febbraio 2009, Fielder-Civil è stato in carcere in seguito alla sua dichiarazione di colpevolezza con l'accusa di aver tentato di deviare il corso della giustizia.
Dopo la richiesta di divorzio da parte del marito, nel 2009, Winehouse viene fotografata con l'attore Josh Bowman in vacanza a Saint Lucia; nel gennaio 2009 la cantante ha affermato che si era innamorata di un altro uomo e che non aveva più bisogno di droghe, basi su cui aveva invece poggiato il matrimonio. Nel mese di marzo, la Winehouse ha affermato: "Amo ancora Blake ed ho voglia di vivere con lui nella mia nuova casa. Non gli permetterò di divorziare da me, lui è la versione maschile di me, siamo fatti l'uno per l'altra". Il divorzio è stato concesso il 16 luglio 2009 ed è diventato definitivo il 28 agosto 2009.
Dopo il divorzio dal marito, la cantante ha avuto una relazione con il regista Reg Traviss, per circa due anni.
Nel 2010, Winehouse fa domanda per l'adozione di una bambina caraibica. La richiesta viene accolta, ma la bambina non andrà mai a vivere con Winehouse poiché il periodo in cui si doveva trasferire coincide con quello nel quale Winehouse viene trovata senza vita.
Dopo la morte della cantante, a fine 2012, Pete Doherty ha detto in un'intervista al Daily Mail: "Per quanto possa essere difficile, lo ammetto, è vero, eravamo amanti. L'ho amata e la amo ancora".

## Altre attività

### Attività benefiche
Nel corso della sua vita Amy Winehouse ha donato denaro a molti enti di beneficenza, in particolare a quelli che si occupano dei bambini. Anche se questo aspetto della sua personalità non è mai stato reso noto al grande pubblico, sia nella comunità artistica che nella comunità degli enti benefici era conosciuta per la sua generosità e il suo soft touch: «chiedi a Amy e lei lo farà» era una frase comune nella comunità degli enti benefici.
Impegno filantropico negli anni

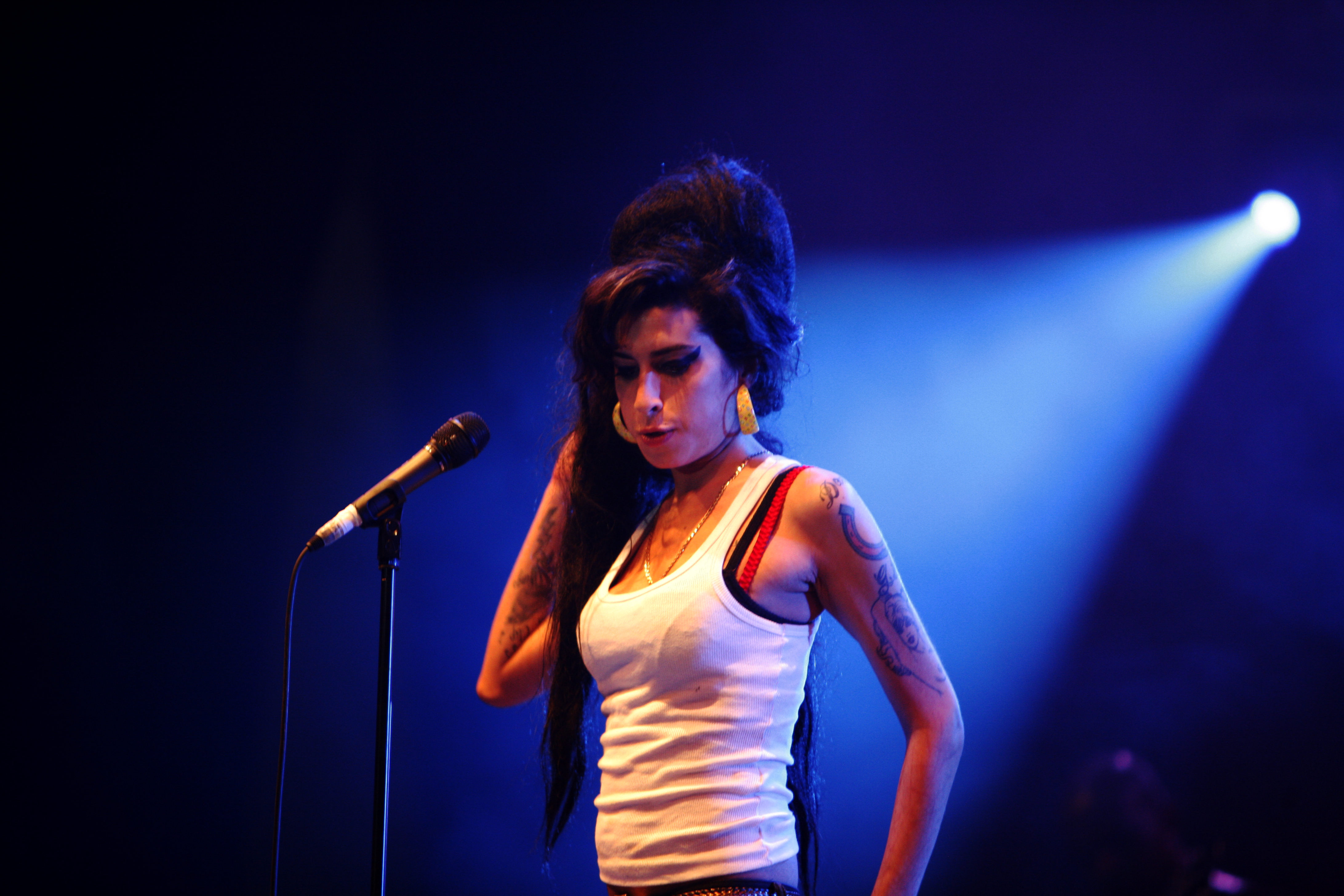
Amy Winehouse ad Eurocknèes (2007).

- Nel 2006 Amy Winehouse si è esibita cantando Rehab a Children in Need.[110][111]
- Nel 2008 la Winehouse è apparsa nuda in un numero della rivista Easy Living per la lotta contro il cancro al seno.
- Nel 2008 la cantante ha fatto volontariato nella clinica nella quale era ricoverata in seguito a un effetto collaterale causato da alcuni farmaci. Una dottoressa ha riferito al quotidiano The Sun: "Ha accudito alcuni pazienti e ha servito loro i pasti caldi; ci ha stupiti tutti per la sua gentilezza!"
- Nel 2009 è apparsa in un CD chiamato Classics (con una nuova versione del brano Cupid) al fianco di musicisti come The Rolling Stones, The Killers e molti altri, per la sensibilizzazione al cambiamento climatico.
- Nel 2009 ha pagato i test medici per un uomo di nome Julian Jean DeBaptiste a Saint Lucia nei Caraibi; l'uomo ha dichiarato[112]

- Nel 2010 la Winehouse ha donato parti degli incassi della sua canzone Back to Black al Global Fund's.[113]
- Nel marzo 2011 la Winehouse ha donato più di 20000 £ di vestiti in un negozio di beneficenza a Londra.[113]

### Amy Winehouse Foundation
(Mitch Winehouse)
La fondazione Amy Winehouse è un'associazione di beneficenza istituita il 14 settembre 2011. Il suo intento è quello di aiutare e dare sostegno ai giovani in difficoltà, cresciuti in ambienti svantaggiati o che soffrono di dipendenza da alcool o droga. L'Amy Winehouse Foundation ha tre punti cardine da seguire: informare ed educare i giovani sugli effetti di droga e abuso di alcol; fornire supporto per le persone più vulnerabili, ad alto rischio di abusi o svantaggiati dalle circostanze; sostenere lo sviluppo personale dei giovani svantaggiati attraverso la musica.
Attività di raccolta fondi
- Tra le attività di raccolta fondi c'è Lioness: Hidden Treasures; per ogni album venduto la fondazione ha guadagnato una sterlina.
- Un'altra tra le più note attività di raccolta fondi è l'asta del vestito iconico a pois in chiffon indossato dalla Winehouse sulla copertina del suo album Back to Black. L'offerta vincente è stata pari a 36 000 sterline.
- Tutti gli incassi del libro Amy, mia figlia, sono stati devoluti alla fondazione.[115]
- A settembre 2012 è stato confermato che parte degli incassi dell'album live Amy Winehouse at the BBC andranno devoluti alla fondazione.[116]
- Zalon, corista della cantante, nel settembre 2012 pubblica un singolo, You Let Me Breathe, per sostenere l'Amy Winehouse Foundation.[117]
- Russell Brand, a marzo 2013, si affianca alla fondazione, incentivando la popolazione inglese a effettuare donazioni a essa.[118]
- Il 22 marzo 2013 si tiene a New York una serata in memoria di Amy Winehouse. Durante la serata sono intervenuti Tony Bennett e Jennifer Hudson.[119]

### Lioness Records
La Lioness Records è un'etichetta discografica inglese, fondata nel 2009 dalla cantante soul Amy Winehouse; la quale decise il nome Lioness (in italiano "Leonessa"), perché ispirata da una collana regalata dalla nonna, Cynthia, raffigurante una leonessa. Dopo la morte della cantante l'incarico di dirigente della casa discografica è rimasto scoperto, il sito web è stato chiuso ed è stata lasciata solamente la pagina all'interno di Facebook.
Tra gli artisti sotto contratto si segnalano Dionne Bromfield, Zalon, Juliette Ashby e Liam Bailey.

### Linee di abbigliamento
Alla fine del 2010 Amy Winehouse dichiara di star collaborando con il marchio britannico Fred Perry per la realizzazione di diversi modelli di vestiti. Ad inizio del 2011 viene rivelato che la collezione sarà composta da t-shirt, gonne, borse, guanti e cinture che rispecchieranno totalmente lo stile della cantante. Dopo la morte della cantante il marchio Fred Perry, in accordo con il padre della cantante, ha deciso di devolvere tutti gli incassi delle collezioni create da lei alla Amy Winehouse Foundation.

## Stile musicale
(Amy Winehouse)
Lo stile musicale di Amy Winehouse combina elementi della musica soul e jazz degli anni sessanta uniti a un suono R&B contemporaneo, fortemente ispirato alla musica Motown, e in particolare a figure come Diana Ross da sola e con le Supremes. Dal suo debutto Winehouse è stata valutata per i testi originali, sinceri e sarcastici. Con la pubblicazione dell'album Frank, The Guardian ha scritto: «La musica di Amy Winehouse è da qualche parte tra Nina Simone e Erykah Badu, sembra innocente e disordinata». Chris Willman da Entertainment Weekly ha ritenuto che lo stile della cantante sia stato fortemente influenzato dalla band britannica Sade. Inoltre BBC Online ha detto che «le influenze della cantante sono chiare (Sarah Vaughan, Dinah Washington)». Concludendo una recensione di Frank, Dan Cairns del The Times ha definito il disco: «sorprendentemente brillante ma eclettico, accessibile e senza compromessi».
La pubblicazione di Back to Black ha guadagnato il plauso della critica, Jude Rogers ha detto che Back to Black «è un disco incredibile che unisce il soul delle sonorità Motown e dei gruppi femminili degli anni sessanta e restituendoli a chi ascolta in una forma luminosa, moderna»; Victoria Segal da The Times dice: «le canzoni sono esplicite, malgrado gli accordi siano sinceri e vecchio stile, l'album è molto contemporaneo». Inizialmente i redattori di Rolling Stone hanno dato a Back to Black un giudizio misto «per la qualità dei suoni che non rimangono costanti durante l'intero album, ma è impossibile non simpatizzare con le sue composizioni». Tuttavia, in un'edizione 2010, lo stesso giornale ha elogiato il mix di materiali definendolo «un miracolo inaspettato, emozionante e molto triste».
Lioness: Hidden Treasures ha ricevuto in generale recensioni positive da parte di diversi critici musicali. John Bush di AllMusic ha ritenuto che «solo il testo delle canzoni e la prevalenza di cover o di registrazioni originali rivelano che si tratta di una raccolta postuma», ed ha continuato definendo l'album «sorprendentemente uniforme». Parlando dell'album live, Garry Mulholland afferma che «l'album dimostra, ancora una volta, che abbiamo perso il talento vocale di una generazione».

### Qualità vocali e interpretative
Amy Winehouse è apprezzata per la sua voce penetrante dall'estensione di circa tre ottave (Re 3 - Mi ♭6). In un articolo del 2007 Teresa Wiltz del Washington Post ha scritto che «la sua profondità insolita e la potenza della sua voce sono quegli elementi che hanno reso il suo tono umano e divino allo stesso tempo».

## Influenza culturale ed eredità

### Immagine pubblica
Per l'acconciatura di capelli beehive, con cui si è distinta nel corso della sua carriera, si è ispirata ai girl groups degli anni Sessanta. La pettinatura voluminosa, unitamente al trucco pesante in stile Cleopatra, traggono ispirazione dall'apparenza delle Ronettes. La stessa front-woman del gruppo, Ronnie Spector, ha riconosciuto la somiglianza nel momento in cui le è stata mostrata una foto ritraente Winehouse in concerto, scambiandola per se stessa e giustificando tale affermazione poiché sprovvista degli occhiali da vista in tale circostanza. Il giornalista Guy Trebay del New York Times, nel discutere la molteplicità delle influenze sullo stile Winehouse, ha osservato che anche il marito Blake Fielder-Civil potrebbe aver influenzato il look della cantante.
L'ex redattore di Rolling Stone Joe Levy, che l'aveva scelta per una delle sue copertine, ha descritto il suo look in questo modo:
Il look veniva accompagnato dall'utilizzo di rossetti rossi e audaci, sopracciglia folte e eyeliner pesante, la cui ispirazione derivava dalle donne latine che Winehouse aveva incontrato a Miami durante il processo di lavorazione a Back to Black. Inoltre, Amy Winehouse era nota anche per i numerosi tatuaggi estesi presenti su varie parti del corpo.

### Impatto nell'industria musicale
Amy Winehouse ha influenzato molti artisti, soprattutto dopo l'ondata di successo avuta con Back to Black nel 2006. Tra gli artisti maggiormente influenzati vi sono Adele, Rebecca Ferguson, Caro Emerald, Duffy, Alessia Cara, Lana Del Rey, Lily Allen e Paloma Faith. In Italia ha ispirato Nina Zilli, Noemi, Giorgia, Giusy Ferreri e Alessandra Amoroso.

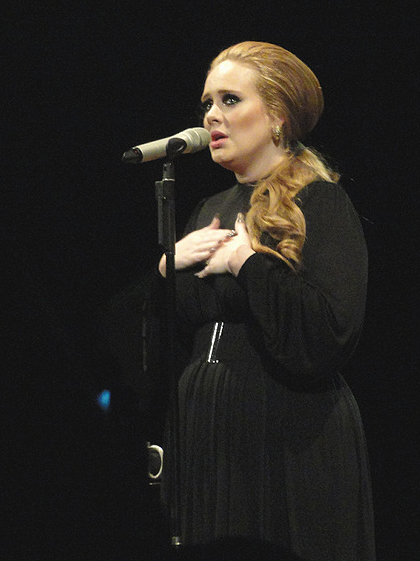
Adele, una delle cantanti influenzate dallo stile di Amy Winehouse.

La cantante barbadiana Rihanna nel 2008 ha dichiarato di essere una grande ammiratrice di Amy Winehouse e che le avrebbe fatto piacere scrivere un brano con lei, magari un inno femminista anche con la partecipazione di Duffy. Jay-Z, nel 2009, ha dichiarato: «la voce di Mrs Winehouse è molto potente, bella e diversa, per questo dopo aver lavorato con lei nel remix di Rehab mi piacerebbe duettare con lei nel suo nuovo album». Nel 2010 il cantante Usher dice in un'intervista che gli piacerebbe molto collaborare con la Winehouse. Anche la cantautrice Alicia Keys espresse il suo apprezzamento circa il talento della Winehouse.
Amy Winehouse era una grande amica del rapper statunitense Nas. Si erano conosciuti grazie al produttore Salaam Remi ed erano diventati amici: infatti, la canzone Me and Mr. Jones (contenuta nell'album Back To Black) era originariamente intitolata Fuckery, ma la cantante ha cambiato il titolo in quanto Mr. Jones era il soprannome di Nas. Tra le altre cose, i due cantanti sono nati entrambi il 14 settembre. I due hanno inciso due canzoni insieme, una è Like Smoke, contenuta nell'album della cantante britannica Lioness: Hidden Treasures; l'altra è Cherry Wine, contenuta nell'album Life Is Good di Nas.
In un'intervista del 2012 a Cristina Parodi Live, Noemi dice: «Di Amy Winehouse mi piaceva molto la voce, ma anche la personalità... il mio più grande rimpianto è non averla mai ascoltata dal vivo... lei era un'icona irraggiungibile». Altri artisti sono stati influenzati da Winehouse, come Lady Gaga, la quale, secondo alcuni giornali inglesi, avrebbe dovuto interpretare Winehouse nel film Back to Black, voci subito smentite dal padre della cantautrice, Mitch Winehouse.
Anche la cantautrice Imany, famosa per il brano You Will Never Know, dice di esser stata ispirata da cantanti come Amy Winehouse o Nina Simone.
Nel 2012 Amy Winehouse viene classificata al numero 26 su VH1 100 nella categoria relativa alle più grandi donne nella musica.. Back to Black è stato inoltre individuato da plurime testate come uno dei dischi migliori dell'anno e del decennio: nel 2008 Entertainment Weekly ha collocato Back to Black al nono posto della classifica relativa ai cento migliori album degli ultimi 25 anni, mentre NME ha conferito il 27º posto nella sua lista dei cento più grandi album del decennio e Rolling Stone al 19º posto nella sua medesima classifica. L'acclamazione critica del progetto si è tradotta anche in un ottimo riscontro commerciale, tanto che Back to Black è stato riconosciuto come disco più venduto del XXI secolo nel Regno Unito.

### Impatto nell'arte

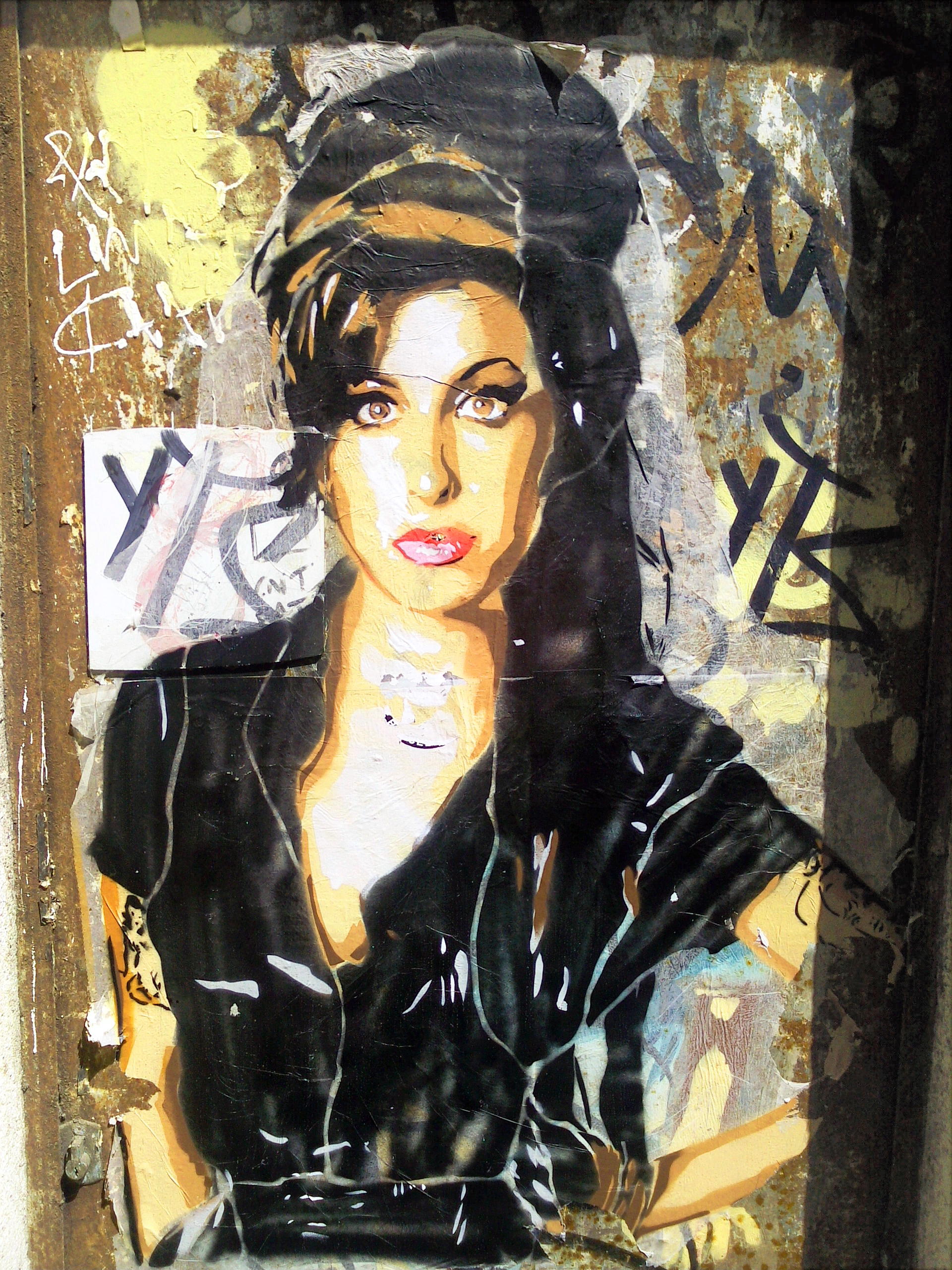
Graffito raffigurante Amy Winehouse a Barcellona.

Mall Galleries ha aperto una mostra nel maggio 2008, che includeva una scultura raffigurante la Winehouse, dal titolo Eccesso. Il pezzo, creato da Guy Portelli, ha avuto una miniatura della cantante si trova sulla cima di un cracking bottiglia di champagne, con un po' di sotto liquido versato. Il corpo era coperto da quello che sembrava essere piccole pillole, mentre una mano tesa teneva un bicchiere. Un altro pezzo, una stampa dal titolo Celebrity 1 dell'artista Suckling Charlotte, è stato esposto nella stessa mostra. Una scultura di cera raffigurante la Winehouse è andata in mostra al Madame Tussauds il 23 luglio 2008. La cantante non ha partecipato alla inaugurazione, anche se i suoi genitori invece hanno confermato la loro partecipazione.
Una scultura di Marco Perego, dal titolo The Only Good Rock Star è una rock star morta, che raffigura Winehouse che “giace in una pozza di sangue con una mela e un foro di proiettile in testa dopo esser stata colpita dal romanziere americano”, è stata esposta in mostra nella Galleria a New York il 14 novembre 2008. Il portavoce di Amy Winehouse ha dichiarato: “è una specie di omaggio divertente. L'artista sembra un personaggio da tabloid che non è la vera Amy”. Un'altra opera raffigurante la cantante è quella di Victor Heyfron realizzata nel 2008.
La Young British Artist Annemarie Wright ha creato un tributo alla cantante, con i testi autografi delle canzoni da Frank e Back to Black. Questa immagine è stata permanentemente esposta nel salone di Adee Phelan (Birmingham). L'artista americano Daniel Edwards ha dedicato una delle sue numerose sculture ad Amy Winehouse, chiamando questa scultura Memorial Portrait for Amy Winehouse. La scultura sarebbe un busto di bronzo con caratteri rispecchiabili in quelli dell'età classica. Lo scultore ha detto: "Per costruire questa scultura ho pensato a lei come a una bellissima e delicata principessa delle fiabe".

### Imitazioni e parodie
- Nel film Disaster Movie del 2008, è imitata dall'attrice Nicole Parker.[152]
- Nel programma O Melhor do Brasil è imitata da Rodrigo Faro.
- Nel festival Juste pour rire di Nantes del 2008 è imitata da Florence Foresti.
- Nel 2008, la cantante viene imitata nella trasmissione italiana Mai dire Martedì.
- Nel 2009 viene imitata parodicamente nel video musicale di Eminem We Made You insieme al suo ex marito Blake Fielder-Civil
- Nel programma Crozza nel Paese delle Meraviglie, nel 2012, è imitata da Maurizio Crozza.[153]
- Nel 2018 viene imitata da Lauren Jauregui, componente del gruppo delle Fifth Harmony, nello show statunitense Lip Sync Battle.

### Tributi e omaggi

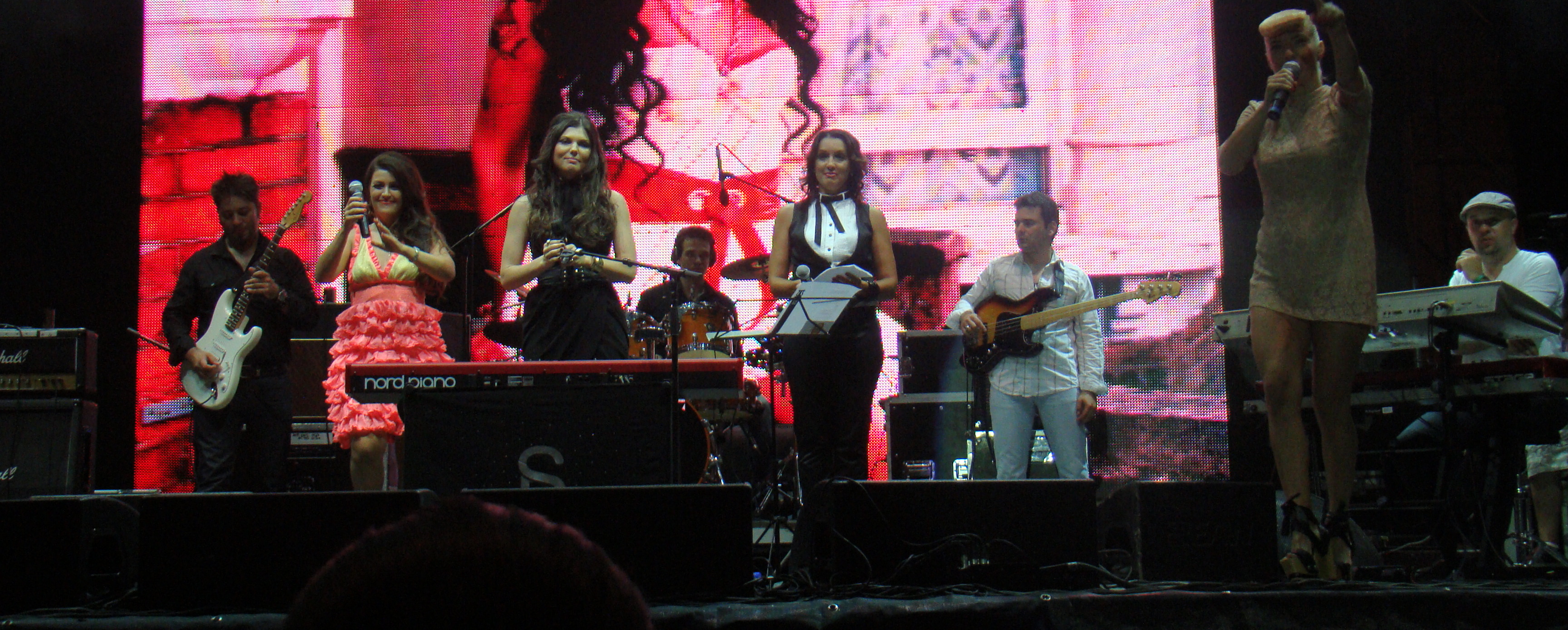
Concerto tenutosi a Bucarest in memoria di Amy Winehouse.

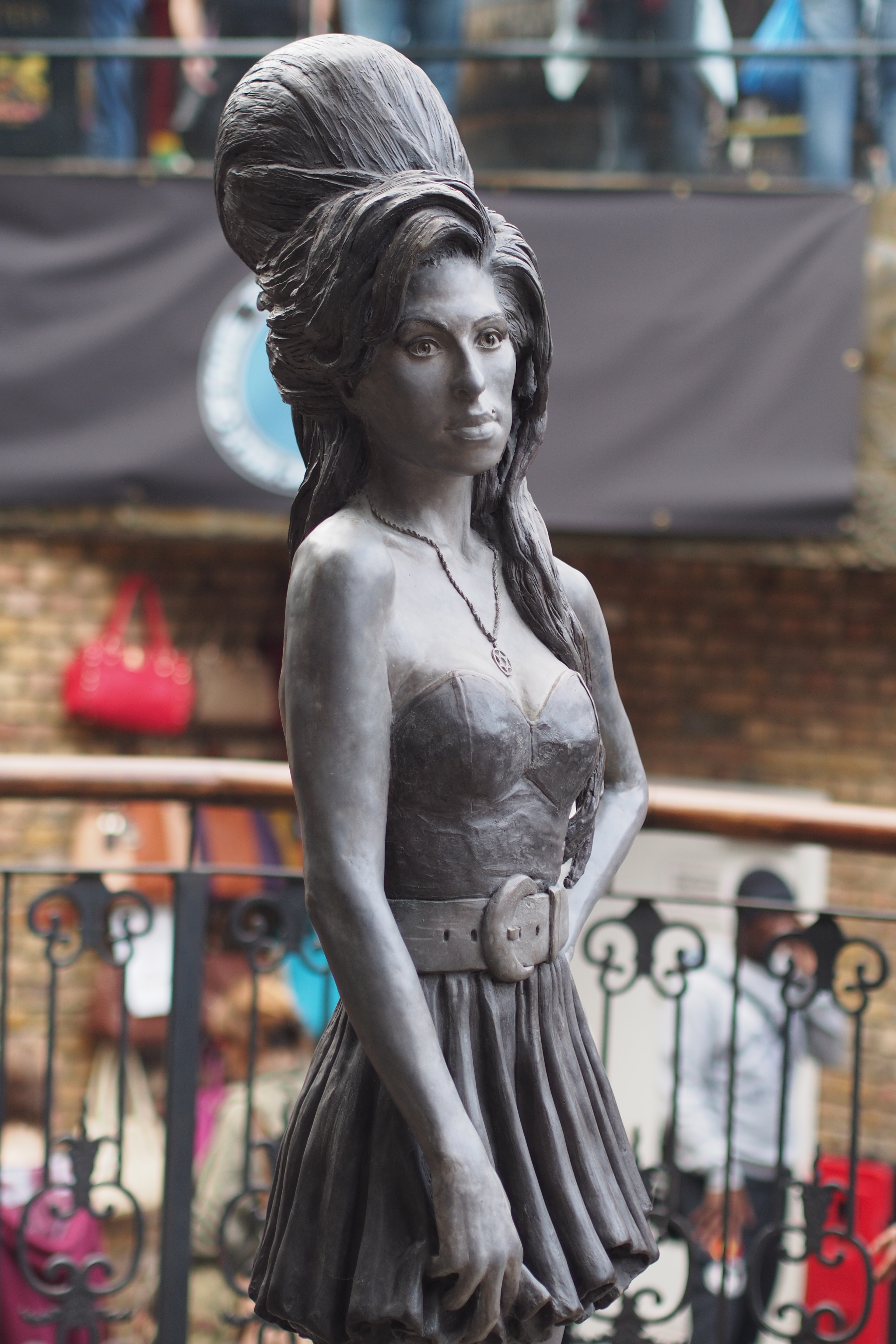
La statua in onore di Amy Winehouse a Camden, Londra.

- Il 23 luglio 2011, giorno della sua morte, i Litfiba durante il loro concerto tenuto a Sabaudia, hanno dedicato il brano Lulù e Marlene all'artista.
- Il 24 luglio 2011, il cantante italiano Marco Mengoni omaggia la cantante interpretando Back to Black al Festival teatro canzone Giorgio Gaber.
- Il 25 luglio 2011 Caro Emerald canta Valerie in memoria di Amy Winehouse.[154]
- La rapper M.I.A. pubblica una canzone in memoria dell'artista, intitolata 27.[49]
- Durante luglio 2011, MTV manda in onda un video di tributo alla Winehouse. Il tributo è un misto tra interviste, concerti e interventi televisivi.[155]
- Nel 2011, agli MTV Video Music Awards, Bruno Mars canta Valerie.[156]
- Ad agosto 2011 i Coldplay nel loro concerto a Madrid eseguono una cover di Rehab.[157]
- Il 20 agosto 2011 Mario Biondi canta, insieme a Cristiana Polegri, Stefano Fabio Ranno, Samantha Iorio e altri, Love Is a Losing Game. Successivamente questa canzone farà parte di un suo EP Live dal titolo Gambling Man.
- Il 23 agosto 2011 si svolge a Bucarest un concerto in memoria di Amy Winehouse. Tra i cantanti partecipanti ci furono Nico, Rona Hartner e Maria Radu che resero omaggio all'artista insieme ad un pubblico di oltre 5.000 persone.[158][159]
- Il 23 settembre 2011 Adele si esibisce con Make You Feel My Love per onorarla.
- Nel 2011, nel brano ...Quando ero vivo di Marracash e J-Ax, contenuto nell’album King del rap di Marracash, vi sono riferimenti sulla cantante e altri artisti iconici.
- Il 5 dicembre 2011 su Rai 1 Giorgia omaggia Amy Winehouse esibendosi con Love Is a Losing Game durante il programma di Fiorello Il più grande spettacolo dopo il weekend.[160]
- Patti Smith, nel suo album Banga, scrive per Amy Winehouse la canzone This Is the Girl; il testo è tratto da una poesia che l'artista ha composto quando ha appreso della morte di Amy Winehouse.
- A settembre 2012 George Michael canta Love Is a Losing Game in memoria della cantante.[161]
- Nel 2012 lo stilista Jean-Paul Gaultier ha voluto ricordare la cantante, dedicandole una sfilata che ricalcava il suo inconfondibile look. Il padre di Winehouse ha definito la collezione «di cattivo gusto» e «un insulto alla memoria della figlia».[162]
- Nel novembre 2012 i Green Day dedicano un brano alla cantante, Amy. Questa canzone è contenuta nel loro decimo album in studio ¡Dos!.[163]
- Il 5 febbraio 2013 Dionne Bromfield annuncia una sua nuova canzone in tributo alla cantante intitolata Black Butterfly. La cantante dice in proposito: "Al funerale di Amy c'era una farfalla nera, si era posata sulla spalla di Kelly Osbourne ed è stata lì per l'intera cerimonia e poi è volata via non appena è finito tutto".[164]
- Nell'estate del 2013 la cantante soul Nina Zilli e il trombettista Fabrizio Bosso eseguono un tour tributo per Amy Winehouse intitolato We Love You.[165]
- Il 16 luglio 2013 il rapper Jesto fa uscire un singolo intitolato Amy Winehouse in suo onore, definendosi un fan di quest'ultima.[166]
- Il 14 settembre 2014 a Londra è stata presentata una statua che la rappresenta a grandezza naturale per i suoi 31 anni, età che avrebbe raggiunto proprio quell'anno.[167]
- Nel 2015 esce il documentario sulla cantante, intitolato Amy, diretto da Asif Kapadia e vincitore di un Oscar per il miglior documentario.
- Nel 2015 il cantante Pete Doherty, amico stretto della Winehouse, le dedica il brano Flags of the Old Regime.
- Il 26 settembre 2016 la band heavy metal Metallica pubblica il singolo Moth Into Flame, secondo estratto dall'album in uscita Hardwired... to Self-Destruct: la canzone, come dichiarato dal cantante della band James Hetfield, si ispira alla storia di Amy Winehouse.
- Nel 2016 i Madness dedicano alla cantante il brano Blackbird, inserito nell'album Can't Touch Us Now.
- Nel 2018 viene realizzato Amy Winehouse: Back to Black, un documentario sull'omonimo album contenente interviste e filmati d'archivio inediti.
- Nel brano Rolls Royce di Achille Lauro presentato a Sanremo 2019 è presente una citazione su di lei.
- Il 1º luglio 2019 Miley Cyrus si esibisce a Glastonbury in coppia con Mark Ronson cantando Back to Black.[168]
- Nel marzo 2020 Amy Winehouse ottiene una targa sulla Music Walk of Fame di Londra.[169]
- Il 23 luglio 2021, in occasione del decimo anniversario della morte di Amy Winehouse, viene trasmesso dalla BBC il documentario Reclaiming Amy dove la sua famiglia e i suoi amici più cari rivelano i lati più teneri e personali dell'icona della musica britannica.
- Il 29 agosto 2023 viene pubblicato per la HarperCollins il libro Amy Winehouse: In Her Words, scritto dalla Winehouse durante la sua adolescenza e che raccoglie manoscritti e album di famiglia della cantante prima d'ora inediti.
- Il 21 settembre 2023 i Måneskin hanno eseguito una cover di Back to Black in un concerto al Madison Square Garden.
- Nel 2024 esce il film biografico sulla cantante, intitolato Back to Black e diretto da Sam Taylor-Johnson: il ruolo della protagonista è stato affidato a Marisa Abela, affiancata da Jack O'Connell, Eddie Marsan, Juliet Cowan e Lesley Manville.[170][171]

## Discografia

### Album in studio
- 2003 – Frank
- 2006 – Back to Black
- 2011 – Lioness: Hidden Treasures (postumo)

### Album dal vivo
- 2012 - Amy Winehouse at the BBC

### Box set
- 2008 - Frank and Back to Black
- 2012 - The Album Collection
- 2012 - Amy Winehouse at The BBC (boxset)

## Filmografia
- Amy, regia di Asif Kapadia – documentario (2015)
- Back to Black, regia di Sam Taylor-Johnson – biografico (2024)

## Tournée
- 2003/2004 – Frank Tour
- 2007 – Back to Black Tour
- 2008 – Amy Winehouse Live in Europe
- 2011 – The Return of Amy Winehouse
- 2011 – The Return of Amy Winehouse in Europe

## Premi e riconoscimenti
- BRIT Award
  - 2004 - Candidatura come British Urban Act[172]
  - 2004 - Candidatura come miglior artista solista femminile britannica
  - 2005 - Candidatura come miglior artista solista femminile britannica
  - 2007 - Miglior artista solista femminile britannica[173]
  - 2007 - Candidatura come British Album of the Year per Back to Black
  - 2008 - Candidatura come British Single of the Year per Valerie (con Mark Ronson)
  - 2013 - Candidatura come miglior artista solista femminile britannica[79]
  - 2016 - Candidatura come miglior artista solista femminile britannica
- Grammy Award[13]
  - 2008 - Miglior artista esordiente
  - 2008 - Registrazione dell'anno per Rehab
  - 2008 - Canzone dell'anno per Rehab
  - 2008 - Miglior interpretazione vocale pop femminile per Rehab
  - 2008 - Miglior album pop vocale per Back to Black
  - 2008 - Candidatura come album dell'anno per Back to Black
  - 2012 - Miglior interpretazione pop di un duo o un gruppo per Body and Soul (con Tony Bennett)[174]
  - 2013 - Candidatura come migliore collaborazione con un artista rap per Cherry Wine (con Nas)
- Ivor Novello Awards
  - 2004 - Best Contemporary Song Musically & Lyrically per Stronger Than Me[175]
  - 2007 - Best Contemporary Song per Rehab
  - 2008 - Candidatura come Best Song Musically and Lyrically per You Know I'm No Good[176]
  - 2008 - Best Song Musically and Lyrically per Love Is a Losing Game
  - 2008 - Candidatura come Best Selling Song per Rehab
- Premio Mercury
  - 2004 - Candidatura come album dell'anno per Frank[30]
  - 2008 - Candidatura come album dell'anno per Back to Black[177]